# Limnophora parastylata
Limnophora parastylata är en tvåvingeart som beskrevs av Xue 1984. Limnophora parastylata ingår i släktet Limnophora och familjen husflugor. Inga underarter finns listade i Catalogue of Life.